# 埃爾卡普里
埃爾卡普里（西班牙語：El Capurí），是巴拿馬的城鎮，位於該國中南部，由埃雷拉省的洛斯波索斯區負責管轄，面積18.3平方公里，海拔高度252米，2010年人口446，人口密度每平方公里24.4人。